# 广重力
广重力（日语：／ Hiroshige Tsutomu，1931年1月1日—2025年5月22日），日本医学家，曾任北海道大学校长。

## 生平
1955年毕业于北海道大学医学部医学科。曾任北海道大学校长、大学入试中心所长、北海道医疗大学校长、学校法人东日本学园理事长等职。2007年获瑞宝重光章。2025年5月22日上午9时26分逝世。